# ArenaBowl XIII
Match précédent Match suivant
L'Arena Bowl XIII est l'édition 1999 du match de championnat de l'Arena Football League. Le match a eu lieu le 21 août 1999 au stade principal des Firebirds d'Albany, le Times Union Center (connu à l’époque sous le nom de Pepsi Arena). Le jeu du titre mettait en vedette le numéro 8 de la saison, les Predators d’Orlando et le numéro 3, les Firebirds d'Albany (tous deux de la Conférence nationale). Les Predators venaient de remporter leur premier titre au Arena Bowl, alors que c'était la première apparition des Firebirds en 10 saisons.

## Sommaire du match
Au premier quart-temps, les Firebirds décollent en premier. Le quarterback Mike Pawlawski réussit une passe de 12 yards de touchdown pour Eddie Brown. Les Predators répondent avec le quarterback Connell Maynor en complétant une passe TD de 22 yards à Barry Wagner. Albany répondra avec un touchdown de 1 yard par Jon Krick. Orlando rebondit avec Maynor complétant une passe de TD de 37 yards à Ty Law. Les Firebirds répondent de nouveau, Pawlawski complétant une passe de 2 yards pour un touchdown de Van Johnson.
Au deuxième quart-temps, les Predators sont revenus à égalité avec Maynor et Wagner qui se sont encore retrouvés sur une passe de 22 yards. Albany prend le relais pour le reste du quart-temps alors que Pawlawski complète une passe de 6 yards pour Gregory Hopkins et retrouve à nouveau Brown avec une passe de 29 yards. Le kicker Don Silvertri aide les Firebirds à boucler la mi-temps avec un field goal de 18 yards.
Au troisième quart-temps, Orlando commence à revenir alors que Maynor trouve Elliot Jackson sur une passe de 33 yards  une autre de 34 yards pour deux touchdowns.
Au quatrième quart-temps, Albanyréplique en reliant Pawlawski et Brown par une passe de 14 yards. Les Predators suivent le rythme avec une passe de 4 yards pour Tommy Dorsey, tandis que Maynor se précipite dans la zone des buts pour la conversion de deux points. Les Firebirds réagissent en reliant Pawlawski et Brown par une passe de 5 yards. Orlando réagit immédiatement par une passe de touchdown de 39 yards de  Maynor à Jackson, mais le PAT échoue. Albany termine le match avec Pawlawski complétant une passe de TD de 6 yards à Krick.
Avec cette victoire de 59-48, les Firebirds obtiennent le titre de champion de l'Arena Bowl.

## Évolution du score
| Temps           | Description des actions                                                          | Score AL-OR | Score AL-OR |
| --------------- | -------------------------------------------------------------------------------- | ----------- | ----------- |
| 1er Quart-temps |                                                                                  |             |             |
| 13:18           | TD de 12 yards par Brown à la suite d'une passe de Pawlawski (PAT de Silvestri)  |             | 07-0        |
| 11:38           | TD de 22 yards par Wagner à la suite d'une passe de Maynor (PAT de Cool)         | Égalité     | 07-07       |
| 08:50           | TD de 1 yard à la course par Krick (PAT de Silvestri)                            |             | 14-07       |
| 07:09           | TD de 37 yards par Law à la suite d'une passe de Maynor (PAT de Cool)            | Égalité     | 14-14       |
| 02:14           | TD de 2 yards par Johnson à la suite d'une passe de Pawlawski (PAT de Silvestri) |             | 21-14       |
| 2e Quart-temps  |                                                                                  |             |             |
| 13:21           | TD de 22 yards par Wagner à la suite d'une passe de Maynor (PAT de Cool)         | Égalité     | 21-21       |
| 10:34           | TD de 6 yards par Hopkins à la suite d'une passe de Pawlawski (PAT de Silvestri) |             | 28-21       |
| 03:59           | TD de 29 yards par Brown à la suite d'une passe de Pawlawski (PAT de Silvestri)  |             | 35-21       |
| 00:00           | FG de 18 yards par Silvestri                                                     |             | 38-21       |
| 3e Quart-temps  |                                                                                  |             |             |
| 07:24           | TD de 33 yards par Jackson à la suite d'une passe de Maynor (PAT de Cool)        |             | 38-28       |
| 02:00           | TD de 34 yards par Jackson à la suite d'une passe de Maynor (PAT manqué de Cool) |             | 38-34       |
| 4e Quart-temps  |                                                                                  |             |             |
| 12:35           | TD de 14 yards par Brown à la suite d'une passe de Pawlawski (PAT de Silvestri)  |             | 45-34       |
| 04:35           | TD de 4 yards à la course par Dorsey (conversion de 2 pts par Maynor)            |             | 45-42       |
| 00:54           | TD de 5 yards par Brown à la suite d'une passe de Pawlawski (PAT de Silvestri)   |             | 52-42       |
| 00:26           | TD de 39 yards par Jackson à la suite d'une passe de Maynor (PAT manqué de Cool) |             | 52-48       |
| 00:10           | TD de 6 yards par Krick à la suite d'une passe de Pawlawski (PAT de Silvestri)   |             | 59-48       |

## Les équipes en présence
| Joueur            | Position    | Université                   |
| ----------------- | ----------- | ---------------------------- |
| Na'il Benjamin    | WR/DB,WR    | California                   |
| Eddie Brown       | WR/DB       | Louisiana Tech               |
| Tim Brown         | FB/LB,LB,LB | West Virginia                |
| Johnnie Hicks     | OL/DL       | Maryland                     |
| Evan Hlavacek     | WR/DB       | San Diego University         |
| Jake Hoffart      | WR/LB       | Pittsburgh                   |
| Greg Hopkins      | WR/LB       | Slippery Rock (PA)           |
| Joe Jacobs        | OL/DL       | Utah State                   |
| Tommy Johnson     | DB          | Alabama                      |
| Van Johnson       | WR/DB       | Temple                       |
| Jay Jones         | WR/DB       | James Madison                |
| Jon Krick         | FB/LB       | Purdue                       |
| Chris Lawson      | WR/DB       | Rhode Island                 |
| Jeff Loots        | QB          | Southwestern Minnesota State |
| Jamie McGourty    | FB/LB       | Springfield College (MA)     |
| Kyle Moore-Brown  | OL          | Kansas                       |
| Mike Pawlawski    | QB          | California                   |
| Carl Sacco        | WR/LB       | C W Post (NY)                |
| John Sikora       | OL          | Slippery Rock (PA)           |
| Don Silvestri     | K           | Pittsburgh                   |
| Chris Snyder      | OL/DL       | Penn State                   |
| Derek Stingley    | DS          | Triton (IL)                  |
| John Summerday    | OL/DL       | Temple                       |
| Leroy Thompson    | LB          | Delaware                     |
| Sean Tremblay     | OL/DL       | Connecticut                  |
| Mark Valvo        | OL/DL       | Buffalo State (NY)           |
| Mike Waldron      | FB/LB       | Indiana (PA)                 |
| Cedric White      | OL/DL       | North Carolina A&T           |
| Cornelius White   | WR/LB       | Virginia Tech                |
| Montrell Williams | DS          | Idaho                        |

| Joueur          | Position | Université             |
| --------------- | -------- | ---------------------- |
| Keif Bryant     | OL/DL    | Rutgers                |
| Webbie Burnett  | OL/DL,DT | Western Kentucky       |
| William Carr    | OL/DL,DT | Michigan               |
| BJ Cohen        | DL       | Marshall               |
| David Cool      | K        | Georgia Southern       |
| Bret Cooper     | WR/DB    | Central Florida        |
| Jeff Cothran    | FB       | Ohio St.               |
| Clif Dell       | WR       | South Florida          |
| Tommy Dorsey    | FB/LB    | North Carolina Central |
| Eric Drakes     | OL/DL    | Akron                  |
| Kevin Gaines    | DB       | Louisville             |
| Kevin Guy       | WR/DB    | West Alabama           |
| Bill Hall       | FB/LB    | Missouri Western       |
| Victor Hall     | OL/DL,TE | Auburn                 |
| Rick Hamilton   | LB       | Central Florida        |
| Jack Jackson    | WR       | Florida                |
| Kevin Johnson   | DT       | Texas Southern         |
| Vance Joseph    | DB       | Colorado               |
| Ty Law          | WR/LB    | Rice                   |
| Reggie Lee      | OL/DL    | Florida A&M            |
| Damon Mason     | WR/DB    | Southwestern Louisiana |
| Connell Maynor  | QB       | North Carolina A&T     |
| Kenny McEntyre  | DB       | Kansas State           |
| Rich McKenzie   | LB       | Penn St.               |
| Browning Nagle  | QB       | West Virginia          |
| Pat O'Hara      | QB       | Southern California    |
| Robert Pollard  | WR/LB    | Hinds JC (MS)          |
| Donald Richard  | WR/LB    | Southwestern Louisiana |
| Matt Storm      | OL/DL,OG | Georgia                |
| Carlos Thornton | OL/DL    | Alcorn State           |
| Pascal Volz     | OS       | New Mexico             |
| Barry Wagner    | WR       | Alabama A&M            |
| Kent Wells      | DT       | Nebraska               |
| Antwuan Wyatt   | WR       | Bethune-Cookman        |

## Statistiques par équipe
| Données                   | Orlando | Albany |
| ------------------------- | ------- | ------ |
| 1er Downs                 | 23      | 22     |
| Yards à la course         | 66      | 34     |
| Yards à la passe          | 316     | 347    |
| Fumbles/Perdu             | 0/0     | 0/0    |
| Yards en retour de Fumble | 0       | 0      |
| Pénalités/Yards           | 8/36    | 9/42   |
| Temps de possession       | 26:27   | 33:33  |
| Conversion de 3e Down     | 1/6     | 3/6    |
| Conversion de 4e Down     | 2/4     | 0/0    |